# Кизилсу (Каракіянський район)
Кизилсу́ (каз. Қызылсу) — село у складі Каракіянського району Мангістауської області Казахстану. Входить до складу Бостанського сільського округу.
Населення —  (2021; 57 у 2009, 254 у 1999,  у 1989).